# Kerststorm van 2013

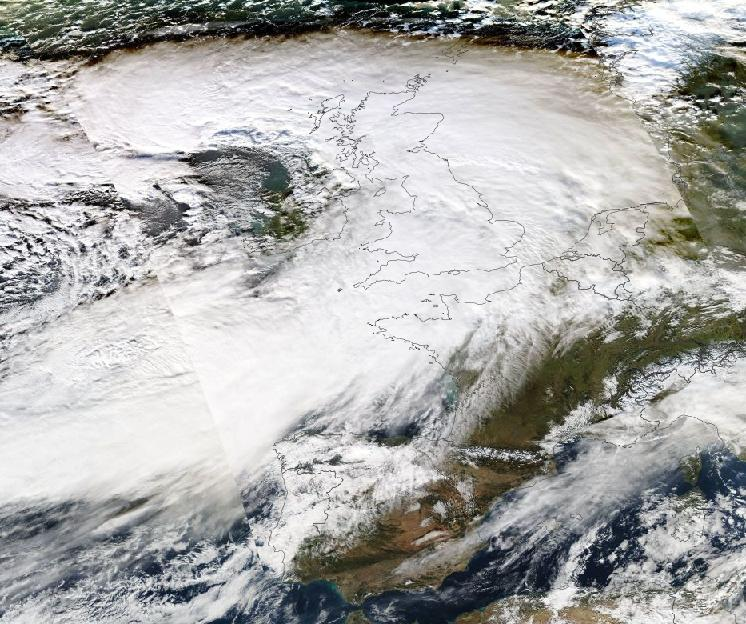
Satellietbeeld van storm "Dirk"

De kerststorm van 2013 (ook: storm Dirk)was een zware storm die op 23 en 24 december over delen van Noord-Europa trok. In België en Nederland beperkten de gevolgen zich tot materiële schade. Music For Life moest vanwege de harde wind tijdelijk verhuizen. In het Verenigd Koninkrijk vielen enkele slachtoffers.